# Deuterokanonický spis

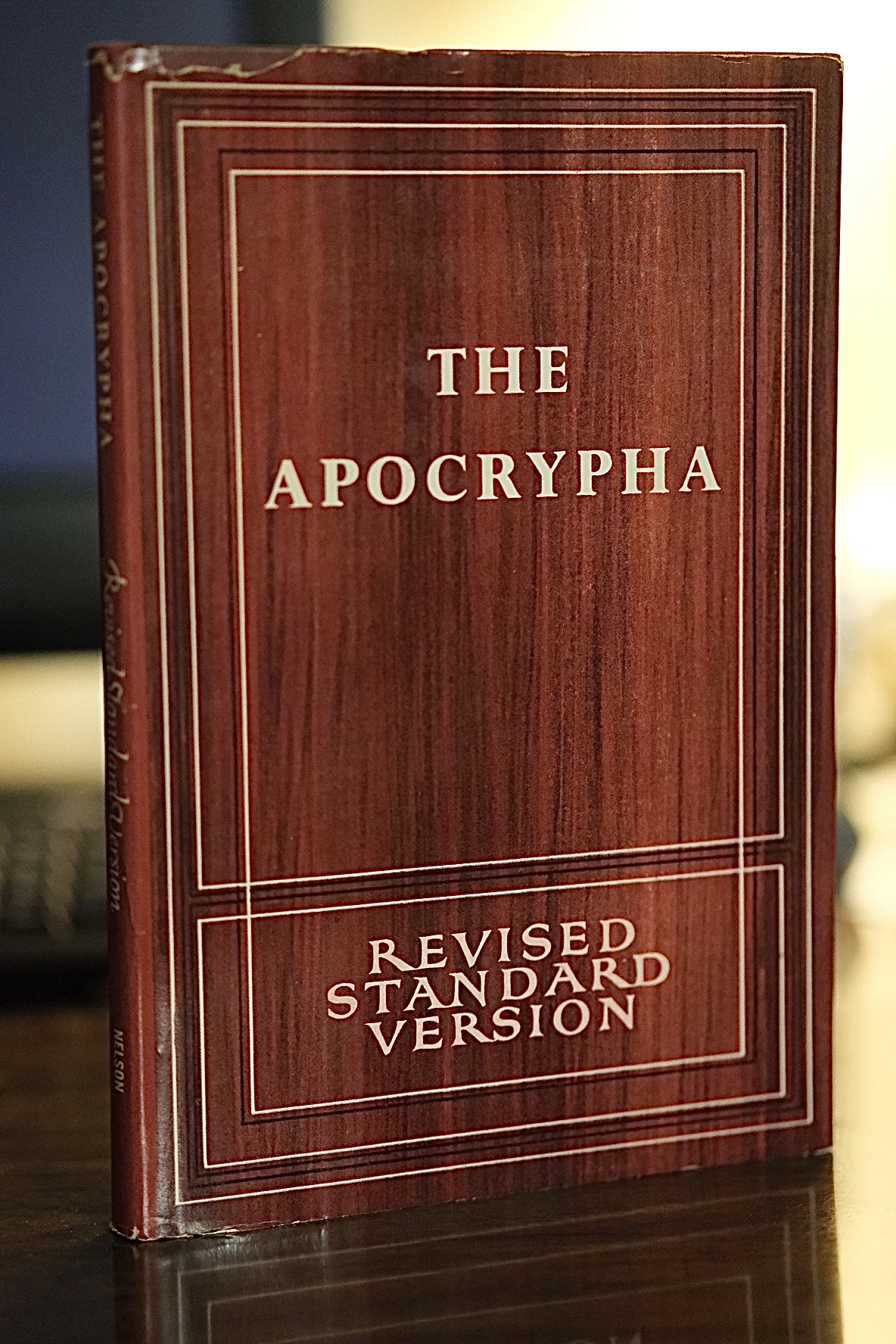
Kniha Apokryfů.

Deuterokanonický spis (z řec. deuteros, druhý, a kanón, norma, pravidlo) je katolické označení pro biblický spis, který katolická a ortodoxní církev respektuje jako součást biblického kánonu, avšak který není součástí „prvního“ palestinského kánonu uznávaného židy a protestanty. V protestantském prostředí se tyto texty jako nekanonické označují pojmem apokryfy. Termín apokryf je v katolické terminologii vyhrazen pro biblické texty, které zůstaly mimo oba kánony a které protestanti obvykle nazývají pseudepigrafy.
Protože existují rozdíly mezi církvemi v pojetí biblického kánonu, existuje též rozdíl v používání slov, označujících pozdní starozákonní spisy. Spisy označované jako deuterokanonické označuje pod různými pojmy jako součást bible většina křesťanů s výjimkou protestantů. Zařazení těchto knih do kánonu sahá až k Římské synodě roku 382.
Většina rukopisů Septuaginty obsahuje spisy označované jako deuterokanonické. Ty byly stejně jako spisy novozákonní sepsány v řečtině, některé zřejmě původně hebrejsky, avšak původní text byl ztracen. Teprve archeologické nálezy 20. století tyto původní fragmenty odhalily, např. ⅔ knihy Sírachovec.
Užití pojmu „apokryf“ implikuje, že pojednávaný spis nemá ve skutečnosti do bible být zařazován. Existuje též problém rozdílu v chápání pojmu apokryf u apokryfů starozákonních a novozákonních. Pro akademické užití se proto pro korpus uvedených knih většinou doporučuje (srov. Society of Biblical Literature) namísto pojmenování „apokryf“ užití pojmu „deuterokanonická literatura“.

## Seznam starozákonních deuterokanonických knih
Pro přehled jednotlivých knih a jejich zařazení v různých církvích viz heslo biblický kánon.
- Kniha Tóbijáš
- Kniha Júdit
- Kniha Moudrosti
- Sírachovec
- 1. kniha Makabejská
- 2. kniha Makabejská
- Kniha Báruch
- přídavky ke Knize Ester
- přídavky ke Knize Daniel